# ديفيد كييتا
ديفيد كييتا (بالفرنسية: David Keita)‏ هو سباح مالي، ولد في 18 أبريل 1980.